# Franco Russo
Franco Matías Russo (Buenos Aires, 25 de octubre de 1994), deportivamente conocido como Russo, es un futbolista profesional argentino que juega como defensa en el Qatar S. C. de la Liga de fútbol de Catar.

## Trayectoria
Formado en la cantera de Club Atlético All Boys, en 2015 llegó a España para jugar en el filial del R. C. D. Espanyol, con el que llegó en etapa de juveniles y más tarde, jugaría en el filial de Segunda División B. En la temporada 2016-17 fue cedido al F. C. Vilafranca.
En las filas de la Ontinyent C. F. jugó durante la temporada 2017-18 y disputó 33 partidos.[cita requerida]
En julio de 2018 llegó al R. C. D. Mallorca firmando por dos temporadas. Tras la primera de ellas, la S. D. Ponferradina logró su cesión por un año. Pasado ese tiempo volvió al conjunto balear, y allí se quedó hasta su marcha en enero de 2023 al PFC Ludogorets Razgrad tras haber tenido contadas oportunidades durante la campaña. En un año en Bulgaria jugó 38 partidos, en los que anotó tres goles, y el 1 de febrero fue cedido al Oud-Heverlee Leuven hasta el final de temporada. Una vez esta terminó, en julio de 2024, fue prestado al Querétaro F. C. mexicano. Un año después fichó por el Qatar S. C.

## Clubes
| Club                         | País     | Año       |
| ---------------------------- | -------- | --------- |
| R. C. D. Espanyol "B"        | España   | 2015-2017 |
| F. C. Vilafranca             | España   | 2017      |
| Ontinyent C. F.              | España   | 2017-2018 |
| R. C. D. Mallorca            | España   | 2018-2023 |
| S. D. Ponferradina (cedido)  | España   | 2019-2020 |
| PFC Ludogorets Razgrad       | Bulgaria | 2023-2025 |
| Oud-Heverlee Leuven (cedido) | Bélgica  | 2024      |
| Querétaro F. C. (cedido)     | México   | 2024-2025 |
| Qatar S. C.                  | Catar    | 2025-     |

## Palmarés

### Títulos nacionales
| Título                   | Club                   | País     | Año  |
| ------------------------ | ---------------------- | -------- | ---- |
| Copa de Bulgaria         | PFC Ludogorets Razgrad | Bulgaria | 2023 |
| Primera Liga de Bulgaria | PFC Ludogorets Razgrad | Bulgaria | 2023 |